# Diana Barnato Walker
Diana Barnato Walker (15 de janeiro de 1918 - 28 de abril de 2008) foi uma aviadora britânica e a primeira mulher a romper a barreira do som.
Diana Barnato Walker foi nomeada membro da Ordem do Império Britânico em 1965 por seus serviços na aviação, e foi membro da Real Sociedade Aeronáutica do Reino Unido.